# تمدن‌های باستانی غرب آسیا

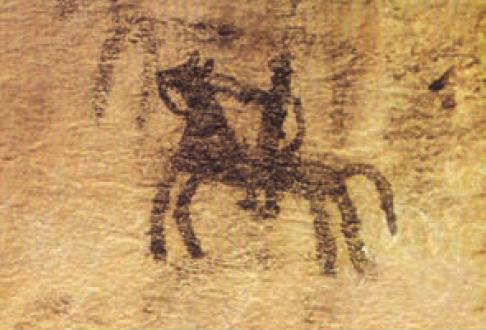
دیوارنگاری غار دوشه، خرم‌آباد لرستان، حدود هزاره هشتم پیش از میلاد

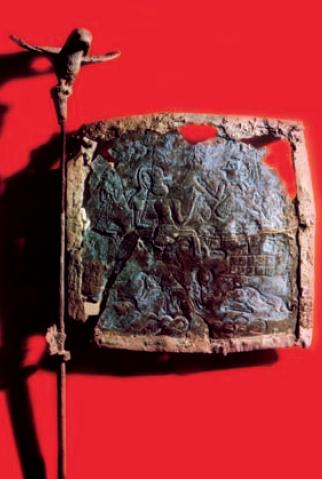
پرچم برنزی کشف شده در منطقه شهداد نزدیک کرمان، ایران، هزاره سوم پیش از میلاد

در طول تاریخ، مهاجرت‌های انسانی و جابجایی انسانها همواره به دلیل دستیابی به شرایط بهتر برای زندگی بوده است، در دوران باستان این شرایط بهتر عبارت از آب فراوان‌تر و خاک حاصلخیزتر برای کشاورزی بوده است. به عنوان نمونه‌ای از اینگونه مهاجرت‌ها می‌توان از دو کوچ بزرگ نام برد: نخست، کوچ هندوایرانی آریایی از پیرامون کوهستان‌های هندوکش به سرزمین‌های پنجاب و پیرامون رود سند و دیگری، کوچ ایلامیان و سومریان، به سرزمین‌های باتلاقی تازه خشک شده خوزستان در ایران و میانرودان انجام شده است. سومریان اندیشه ایجاد تمدن را با خود تا دره نیل و مصر در آفریقا پیش بردند. از اینگونه مهاجرت‌ها تمدنهای بزرگ یا گروه‌هایی از تمدنهای بزرگ برخاستند.

## تمدن‌های آسیای غربی
آسیای غربی زادگاه و پیدایشگاه بزرگ‌ترین و نخستین تمدنهای انسانی دوران باستان بود:
- تمدن باستانی ایلامیان در ایران
- تمدن باستانی سومریان در میانرودان
- تمدن باستانی هیتی‌ها در آناتولی
- تمدن باستانی اورارتو در ایران و آناتولی و میانرودان
- تمدن باستانی بابل در میانرودان
- تمدن باستانی آشوری در میانرودان
- تمدن باستانی ماد در ایران
- تمدن باستانی هخامنشی در ایران

کهن‌ترین نشانه‌های تمدن آسیای غربی، مربوط به ۵۰۰۰ سال ق.م. است که در ایران تمدن شهر سوخته در سیستان، تمدن ایلام در خوزستان، تمدن جیرفت در کرمان، تمدن تپه‌حصار در دامغان، تمدن تپه سیلک (در کاشان)، تمدن اورارتو (در آذربایجان)، تپه گیان نهاوند، تمدن کاسی‌ها (در لرستان امروز)، و در قسمتهای شمالی میانرودان، تل حلف در خاور، پیدا شده است.
آثار تمدنی مکشوفه در هند - پنجاب و موهنجودارو - نمایانگر تمدن شهری قابل توجهی است که در مقایسه با تمدن میانرودان، اوج آن در ۲۸۰۰ تا ۲۵۰۰ ق.م. بوده است. این تمدن از راه سیستان و شوش با تمدن سومر مربوط می‌شده است. ویل دورانت، این آثار تمدن را کهن‌ترین آثار تمدن بشر دانسته است.

## عصر کشاورزی
دوران نوسنگی را عصر کشاورزی دانسته‌اند. در این دوران، در برخی نواحی آسیای نزدیک (خاورمیانه)، انسان از مرحله جمع‌آوری و شکار به مرحله کشت و اهلی کردن برخی جانوران، انتقال یافت.
ساکنان ایران را قبل از رسیدن ایرانیان می‌توان زیر عنوان کلی کاسپین که دریای خزر به نام آنهاست جمع نمود، کاسپین‌ها کشاورزی می‌کردند. این مردم نخستین کشاورزان جهان بوده‌اند و کشاورزی از سرزمین آنها به خاکهای رسوبی رودخانه‌های سند و سیحون و جیحون و دجله و فرات رسیده است.
بین هفت تا هشت هزار سال پیش مراکز روستانشین در چند نقطه از ایران، در منطقه تمدن جیرفت در تمدن تپه سیلک نزدیک کاشان و در اطراف مرودشت و در فاصله کمی از شوش، قدیمیترین شهر موجود دنیا، وجود داشته است. از روی یک قسمت از آثار تمدن تپه سیلک، که گمان می‌رود مربوط به هزاره چهارم پ.م. باشد، پیدا شده است که اهالی آنجا به بافندگی و کارکردن با فلزات و استعمال مهر و چرخ کوزه‌گری پی برده بودند.

## عصر فلز
آسیای غربی صحنه گذار انسان از مرحله نوسنگی به مراحل استفاده از فلزات مختلف بوده است. تعدادی از نخستین کوره‌های ذوب مس در تل ابلیس کرمان مربوط به هزاره پنجم پیش از میلاد به‌دست آمد و اشیاء مسی شامل سنجاق و درفش، مهر و دستبند و حلقه انگشتر از آنها کشف گردید. قدیمی‌ترین فلزی که مورد استفاده انسان قرار گرفته مس بوده است. این فلز در ۴۵۰۰ ق.م. در آسیای غربی مورد استفاده بوده است. ایران نخستین سرزمینی است که در آن مردم به استخراج و استعمال فلزات پی برده‌اند.
از اواسط دوران فلز، به جز مس، فلزات دیگری چون قلع، طلا، نقره در چرخه فناوری مردمان آن عصر پدیدار شدند و شاید به این دلیل است که این دوره را دوره فلز نام نهاده‌اند نه دوره مس.
برنزهای مشهور به لرستان اهمیت ایران را به‌عنوان یک مرکز فلزکاری در آسیای غربی باستان به‌طور روشن نشان می‌دهد.
رویدادی مهم در هزاره سوم پ. م؛ که تأثیرگذار در زندگی ساکنان فلات ایران و خصوصاً دشت خوزستان است عبارت است از کشف فلز آلیاژی مفرغ. از مراکز مهم فرهنگهای عصر مفرغ ایران غرب ایران و حوزه زاگرس مرکزی (لرستان پیشکوه و پشتکوه) بوده است. مفرغ ساخته شده در کوهپایه‌های زاگرس به سومر و ایلام صادر می‌شده است.

## اختراع خط
دبیرهٔ جیرفت، کهن‌ترین خط یا دبیرهٔ جهان است که حتی کهن‌تر از خط سومری نیز می‌باشد. این دبیره در یکی از سنگ‌نبشته‌های مربوط به شهرنشینی جیرفت ایران یافت شده است. بر پایهٔ کاوش‌هایی که به تازگی در کاوشگاه باستانی جیرفت انجام شد، برخلاف نگر پیشین که سومریان مخترعان خط دانسته می‌شدند، ثابت شد که مردمان تمدن جیرفت ایران نخستین پدیدآورندگان خط (دبیره) در جهان بوده‌اند.

## به قدرت رسیدن حکومت ایلام
قدرت یافتن سلسله ایلامی پادشاهی اوان در شمال دشت خوزستان مهم‌ترین رویداد سیاسی ایران در هزاره سوم پ.م. است. تا پیش از ورود مادها و پارسها حدود یک هزار سال تاریخ سرزمین ایران منحصر به تاریخ تمدن ایلام است.
سرزمین اصلی ایلام در شمال دشت خوزستان بوده. فرهنگ و تمدن ایلامی از شرق رودخانه دجله تا شهر سوخته زابل و از ارتفاعات زاگرس مرکزی تا بوشهر اثر گذار بوده است. ایلامیان نه سامی نژادند و نه آریایی، بلکه ساکنان اولیه دشت خوزستان هستند.

## پیدایش شهرنشینی
شهرهای مهم ایران در هزاره سوم پ.م. عبارتند از: تپه حسنلو و هفتوان تپه در آذربایجان - تمدن تپه سیلک (در کاشان) - تپه‌حصار در دامغان - تپه گیان نهاوند، گودین، کنگاور - شاه‌تپه و تورنگ تپه گرگان - تپه قبرستان بویین زهرای قزوین - شوش، خوزستان - تمدن جیرفت، تپه یحیی و شهداد، کرمان - ملیان، فارس - شهر سوخته در زابل.
پایان عصر مفرغ و کشف آهن (شروع دوره آهن) مقارن است با رویدادهای مهم تاریخی و فرهنگی که در هزاره دوم پ.م. زمینه‌ساز تشکیل سلسله‌ها و ظهور نخستین حکومتهای مستقل در هزاره‌های دوم و اول پ.م. همچون: ماننا، اورارتو و پادشاهی ماد و سرانجام شاهنشاهی وسیع هخامنشی شدند عبارتند از مهاجرت آریایی‌ها به فلات ایران، روی کار آمدن دولتهای مستقل به جای دولت شهرهای پیشین، و تجمع اقوام و قبایل مختلف (مقیم و مهاجر) خصوصاً در مناطق غربی و شمال غربی ایران هستیم که هر کدام قلمرو خاص خود را داشتند. این اقوام در شمال غربی ایران با اورارتو و امپراتوری آشور همسایه شدند.
تاریخ آسیا و تاریخ آسیای غربی، تاریخ فرهنگهای گوناگون است. در دوران باستان، تمدنهای آسیایی، به‌طور کلی، نمایانگر تضاد میان شیوه زندگانی در فرهنگهای یکجانشین (چین، هند، ایران و میانرودان) و اقوام کوچنده ترکستان، فرارود و عربستان بوده است.